# Europsko prvenstvo u košarci – Francuska 1951.
Europsko prvenstvo u košarci 1951. godine održalo se u Parizu od 3. do 12. svibnja 1951. godine.